# Haplomyces
Haplomyces — рід грибів родини Laboulbeniaceae. Назва вперше опублікована 1893 року. Мікроскопічні гриби, паразити членистоногих, переважно комах (ентомопатогенні гриби).

## Класифікація
Згідно з базою MycoBank до роду Haplomyces відносять 3 офіційно визнані види:
- Haplomyces californicus
- Haplomyces texanus
- Haplomyces virginianus